# 3 Pułk Artylerii Lekkiej (LWP)
3 pułk artylerii lekkiej (3 pal) – oddział artylerii lekkiej ludowego Wojska Polskiego.

## Formowanie
6 stycznia 1944, na podstawie rozkazu dziennego Nr 95 dowódcy 1 Korpusu Polskich Sił Zbrojnych w ZSRR z 27 grudnia 1943, w obozie sieleckim, przystąpiono do formowania 3 Pułku Artylerii Lekkiej, organicznej jednostki artylerii 3 Pomorskiej Dywizji Piechoty. 4 marca 1944 dowódca korpusu nakazał przeformowanie pułku na etat Nr 04/252. 26 marca tego roku we wsi Staroletewo żołnierze pułku złożyli przysięgę.

### Skład etatowy
- Dowództwo i sztab
- 3 x dywizjon artylerii
  - 2 x bateria artylerii armat
  - 1 x bateria artylerii haubic
- bateria parkowa

Stan etatowy pułku liczył 1093 żołnierzy, w tym: 150 oficerów, 299 podoficerów i 644 kanonierów. Na jego uzbrojeniu i wyposażeniu znajdowało się:
- 76 mm armaty - 24
- 122 mm haubice - 12
- rusznice przeciwpancerne - 12
- samochody - 108
- ciągniki - 24

|  |  |

## Walki pułku
Jednostka wzięła udział w walkach pod Turzyskiem, wspierając natarcie oddziałów sowieckich oraz walkach na przyczółku warecko-magnuszewskim (VIII 1944) i czerniakowskim (16-22 IX 1944). Po wykonaniu w styczniu 1945 marszu-manewru z Warszawy na Bydgoszcz, pułk uczestniczył w walkach o przełamanie Wału Pomorskiego (II 1945) i bitwie o Kołobrzeg (III 1945). W czasie operacji berlińskiej oddział wspierał piechotę forsującą Odrę i Starą Odrę. W trakcie bitwy o Berlin pułk wziął udział w walkach na zewnętrznym pierścieniu okrążenia stolicy III Rzeszy nad Ruppiner-Kanal, pod Kremmen i Flatow. Szlak bojowy zakończył po osiągnięciu Konigsdorf i Biesenthal.
|  |  |  |  |

|  |  |  |

## Pułk po wojnie
W maju 1945 pułk przemianowany został na 5 pułk artylerii lekkiej. Po zakończeniu działań wojennych dowództwo oddziału i II dywizjon stacjonowały w garnizonie Chełm, II dywizjon w Majdanku, a III dywizjon w Kraśniku. 3 stycznia 1946 jednostka otrzymała nazwę wyróżniającą "Kołobrzeski".

## Obsada personalna pułku
Dowódcy:
- mjr Curoczkin (6 I - 15 II 1944)
- ppłk Karol Łosicki (15 II - 20 IV 1944)
- ppłk Wiktor Dudaniec (od 20 IV 1945)

zastępcy dowódcy ds. politycznych:
- por. Alfred Wiślicki
- por. Franciszek Mróz
- por. Mieczysław Kalita

szefowie sztabu:
- kpt. Aleksander Kochniuk
- mjr Benjamin Nowak